# 188 aC
El 188 aC va ser un any del calendari romà prejulià. Durant la República i l'Imperi Romà, era conegut com a any del consolat de Salinàtor i Messal·la (o també any 566 ab urbe condita o de la fundació de la ciutat). L'ús del nom «188 aC» per referir-se a aquest any es remunta a l'alta edat mitjana, quan el sistema Anno Domini va ser el mètode de numeració dels anys més comú a Europa.

## Esdeveniments

### Imperi Selèucida
- Tractat d'Apamea. Un tractat de pau entre la República Romana i Antíoc III, governant de l'Imperi Selèucida que serveix per tancar la Guerra Romano-Síria. Després de les victòries dels romans en la Batalla de les Termòpiles (el 191 aC), i en la batalla de Magnèsia (el 190 aC), i de les victòries navals de Roma i Rodes enfront de la marina selèucida, el procònsol Gneu Manli Vulsó conclou formalment el tractat i arranja la situació.[2]
- Pel Tractat d'Apamea, Antíoc II paga 15.000 talents d'indemnització, ha d'entregar Hanníbal Barca als romans (però Hanníbal s'escapa a Bitínia), i renúncia als territoris de la part nord de les Muntanyes del Taure.[3]
- Èumenes II de Pèrgam, aliat dels romans, rep per aquest Tractat, Mísia, Lídia, les dues Frígies i Licaònia a més de la ciutat de Lisimàquia i el Quersonès Traci.[4]

### Àsia Menor
- Artàxias I funda el Regne d'Armènia. S'inicia la dinastía dels Artàxides.[5]

### Antiga Grècia
- Filopemen, estrateg de la Lliga Aquea, conquereix Esparta, en fa enderrocar les muralles i ven com a esclaus els ciutadans que no havien fugit. Aboleix les lleis de Licurg.[6]

### Antiga Roma
- Aquest any són elegits cònsols Gai Livi Salinàtor i Marc Valeri Messal·la.[7]
- Salinàtor rep la Gàl·lia com a província, i Messal·la la Ligúria. Cap dels dos cònsols va fer res de singular.[7]